# 安妮·凯萨拉
安妮·凯萨拉（芬蘭語：Anni Keisala，1997年4月5日—），芬兰女子冰球运动员，场上位置是守门员。她曾代表芬兰参加2022年冬季奥林匹克运动会冰球比赛，获得一枚铜牌。